# Elginia
Elginia is een geslacht van uitgestorven reptielen uit de familie Pareiasauridae. Deze primitieve reptielen leefden tijdens het Laat-Perm in het huidige Schotland.

## Beschrijving
Dit zestig centimeter lange reptiel kenmerkte zich door zijn driehoekige schedel, die was bezet met gedetailleerde benige stekels, die waarschijnlijk werden gebruikt als een vorm van verdediging tegen eventuele carnivoren of om vrouwtjes te imponeren tijdens het paringsritueel.

## Leefwijze
Elginia was een planteneter die concurreerde om voedsel met de eerste Dicynodontia zoals de algemene Diictodon en de Schotse Geikia.

## Vondsten
Fossielen van Elginia zijn gevonden in Cuttie's Hillock nabij het Schotse dorpje Elgin. De gesteenten van Cuttie's Hillock zijn ongeveer 251 miljoen jaar oud en bestaan uit zandsteen en wijzen er op dat het gebied tijdens het Laat-Perm een woestijn was.